# Tour of California (kobiecy) 2017
3. edycja kobiecego, etapowego wyścigu kolarskiego Tour of California odbyła się w dniach 11–14 maja 2017 roku w Kalifornii, w Stanach Zjednoczonych. Liczyła cztery etapy o łącznym dystansie 413 km.
Tour of California był dziesiątym w sezonie wyścigiem cyklu UCI Women’s World Tour, będącym serią najbardziej prestiżowych zawodów kobiecego kolarstwa.
Równolegle, w dniach 14–21 maja 2016 roku odbywał się również wyścig mężczyzn.

## Etapy
| Etap | Data    | Start – Meta                        | km  | Typ         | Zwycięzca etapu  | Lider                |
| ---- | ------- | ----------------------------------- | --- | ----------- | ---------------- | -------------------- |
| 1.   | 11 maja | South Lake Tahoe – South Lake Tahoe | 117 | Pagórkowaty | Megan Guarnier   | Megan Guarnier       |
| 2.   | 12 maja | South Lake Tahoe – South Lake Tahoe | 108 | Górski      | Katie Hall       | Katie Hall           |
| 3.   | 13 maja | Elk Grove – Sacramento              | 118 | Płaski      | Coryn Rivera     | Katie Hall           |
| 4.   | 14 maja | Sacramento – Sacramento             | 70  | Płaski      | Giorgia Bronzini | Anna van der Breggen |

### Etap 1 – 11.05: South Lake Tahoe – South Lake Tahoe – 117 km
| #   | Zawodnik             | Zespół              | Czas       |
| --- | -------------------- | ------------------- | ---------- |
| 1.  | Megan Guarnier       | Boels-Dolmans       | 3h 03' 48" |
| 2.  | Anna van der Breggen | Boels-Dolmans       | + 4"       |
| 3.  | Arlenis Sierra       | Astana Women's Team | + 7"       |
|     |                      |                     |            |
| 61. | Małgorzata Jasińska  | Cylance Pro Cycling | + 1' 37"   |

| #   | Zawodnik             | Zespół              | Czas       |
| --- | -------------------- | ------------------- | ---------- |
| 1.  | Megan Guarnier       | Boels-Dolmans       | 3h 03' 38" |
| 2.  | Anna van der Breggen | Boels-Dolmans       | + 8"       |
| 3.  | Arlenis Sierra       | Astana Women's Team | + 11"      |
|     |                      |                     |            |
| 61. | Małgorzata Jasińska  | Cylance Pro Cycling | + 1' 47"   |

### Etap 2 – 12.05: South Lake Tahoe – South Lake Tahoe – 108 km
| #   | Zawodnik                | Zespół              | Czas       |
| --- | ----------------------- | ------------------- | ---------- |
| 1.  | Katie Hall              | UnitedHealthcare    | 3h 09' 56" |
| 2.  | Anna van der Breggen    | Boels-Dolmans       | + 21"      |
| 3.  | Kristabel Doebel-Hickok | Cylance Pro Cycling | + 37"      |
|     |                         |                     |            |
| 29. | Małgorzata Jasińska     | Cylance Pro Cycling | + 3' 44"   |

| #   | Zawodnik             | Zespół              | Czas       |
| --- | -------------------- | ------------------- | ---------- |
| 1.  | Katie Hall           | UnitedHealthcare    | 6h 13' 54" |
| 2.  | Anna van der Breggen | Boels-Dolmans       | + 3"       |
| 2.  | Megan Guarnier       | Boels-Dolmans       | + 29"      |
|     |                      |                     |            |
| 32. | Małgorzata Jasińska  | Cylance Pro Cycling | + 5' 11"   |

### Etap 3 – 13.05: Elk Grove – Sacramento – 118 km
| #   | Zawodnik            | Zespół              | Czas       |
| --- | ------------------- | ------------------- | ---------- |
| 1.  | Coryn Rivera        | Team Sunweb         | 2h 55' 37" |
| 2.  | Arlenis Sierra      | Astana Women's Team | + 0"       |
| 3.  | Giorgia Bronzini    | Wiggle High5        | + 0"       |
|     |                     |                     |            |
| 69. | Małgorzata Jasińska | Cylance Pro Cycling | + 6"       |

| #   | Zawodnik             | Zespół              | Czas       |
| --- | -------------------- | ------------------- | ---------- |
| 1.  | Katie Hall           | UnitedHealthcare    | 9h 09' 31" |
| 2.  | Anna van der Breggen | Boels-Dolmans       | + 1"       |
| 2.  | Megan Guarnier       | Boels-Dolmans       | + 29"      |
|     |                      |                     |            |
| 32. | Małgorzata Jasińska  | Cylance Pro Cycling | + 5' 11"   |

### Etap 4 – 14.05: Sacramento – Sacramento – 70 km
| #   | Zawodnik            | Zespół              | Czas       |
| --- | ------------------- | ------------------- | ---------- |
| 1.  | Giorgia Bronzini    | Wiggle High5        | 1h 38' 03" |
| 2.  | Coryn Rivera        | Team Sunweb         | + 0"       |
| 3.  | Kirsten Wild        | Cylance Pro Cycling | + 0"       |
|     |                     |                     |            |
| 64. | Małgorzata Jasińska | Cylance Pro Cycling | + 21"      |

| #   | Zawodnik             | Zespół              | Czas        |
| --- | -------------------- | ------------------- | ----------- |
| 1.  | Anna van der Breggen | Boels-Dolmans       | 10h 38' 33" |
| 2.  | Katie Hall           | UnitedHealthcare    | + 1"        |
| 3.  | Arlenis Sierra       | Astana Women's Team | + 31"       |
|     |                      |                     |             |
| 31. | Małgorzata Jasińska  | Cylance Pro Cycling | + 5' 39"    |

## Liderzy klasyfikacji po etapach
| Etap                 | Zwycięzca            | Klasyfikacja generalna | Klasyfikacja młodzieżowa | Klasyfikacja górska | Klasyfikacja punktowa | Klasyfikacja drużynowa |
| -------------------- | -------------------- | ---------------------- | ------------------------ | ------------------- | --------------------- | ---------------------- |
| 1                    | Megan Guarnier       | Megan Guarnier         | Arlenis Sierra           | Megan Guarnier      | Megan Guarnier        | Cylance Pro Cycling    |
| 2                    | Katie Hall           | Katie Hall             | Ruth Winder              | Katie Hall          | Anna van der Breggen  | UnitedHealthcare       |
| 3                    | Coryn Rivera         | Katie Hall             | Arlenis Sierra           | Katie Hall          | Arlenis Sierra        | UnitedHealthcare       |
| 4                    | Giorgia Bronzini     | Anna van der Breggen   | Arlenis Sierra           | Katie Hall          | Arlenis Sierra        | UnitedHealthcare       |
| Klasyfikacja końcowa | Klasyfikacja końcowa | Anna van der Breggen   | Arlenis Sierra           | Katie Hall          | Arlenis Sierra        | UnitedHealthcare       |

## Klasyfikacje końcowe

### Klasyfikacja generalna
|     | Zawodnik                | Zespół              | Czas        |
| --- | ----------------------- | ------------------- | ----------- |
| 1   | Anna van der Breggen    | Boels-Dolmans       | 10h 38' 33" |
| 2   | Katie Hall              | UnitedHealthcare    | + 1"        |
| 3   | Arlenis Sierra          | Astana Women's Team | + 31"       |
| 4   | Kristabel Doebel-Hickok | Cylance Pro Cycling | + 34"       |
| 5   | Ruth Winder             | UnitedHealthcare    | + 23"       |
|     |                         |                     |             |
| 31. | Małgorzata Jasińska     | Cylance Pro Cycling | + 5' 39"    |

### Klasyfikacja punktowa
| M-ce | Zawodnik             | Zespół              | Punkty |
| ---- | -------------------- | ------------------- | ------ |
| 1.   | Arlenis Sierra       | Astana Women's Team | 38     |
| 2.   | Coryn Rivera         | Team Sunweb         | 34     |
| 3.   | Anna van der Breggen | Boels-Dolmans       | 28     |

### Klasyfikacja górska
| M-ce | Zawodnik                | Zespół              | Punkty |
| ---- | ----------------------- | ------------------- | ------ |
| 1.   | Katie Hall              | UnitedHealthcare    | 16     |
| 2.   | Kristabel Doebel-Hickok | Cylance Pro Cycling | 12     |
| 3.   | Anna van der Breggen    | Boels-Dolmans       | 11     |

### Klasyfikacja młodzieżowa
| M-ce | Zawodnik       | Zespół              | Czas        |
| ---- | -------------- | ------------------- | ----------- |
| 1.   | Arlenis Sierra | Astana Women's Team | 10h 38' 04" |
| 2.   | Ruth Winder    | UnitedHealthcare    | + 7"        |
| 3.   | Coryn Rivera   | Team Sunweb         | + 13"       |

### Klasyfikacja drużynowa
| M-ce | Zespół                    | Czas        |
| ---- | ------------------------- | ----------- |
| 1.   | UnitedHealthcare          | 32h 25′ 07″ |
| 2.   | Tibco-Silicon Valley Bank | + 2' 30"    |
| 3.   | Cylance Pro Cycling       | + 4' 34"    |